# Опел мерива
Опел мерива аутомобил је који је производила немачка фабрика аутомобила Опел. Производио се од 2002. до 2017. године.

## Историјат
Мерива је вишенаменско минивен возило са петоро врата и са пет седишта, произведен у две генерације. Друга генерација је класификована као компактни минивен. У Уједињеном Краљевству се продаје под брендом Воксол, док се у Јужној Америци прва генерација продавала као Шевролет мерива.

### Мерива А (2002–2010)
Представљена је 2002. године на салону аутомобила у Паризу, а крајем исте године пуштена је у продају. Заснована је на трећој генерацији корсе. Џенерал моторс је развио два аутомобила, један за Европу, а други за америчко тржиште. Модел за европско тржиште развијен је у развојном центру у Немачкој, а други у Сао Паулу у Бразилу. Две верзије се разликују по капацитету мотора и ентеријеру. Модел за европско тржиште производио се у Сарагоси у Шпанији.
На Euro NCAP креш тестовима мерива А је 2003. године добила четири звездице. Редизајн је урађен 2006. године, када су ревидирани предњи и задњи крај, као и освежена три мотора. Мотори који су уграђивани су, бензински од 1.4 (90 КС), 1.6 (85 КС), 1.6 16V (100 КС) и 1.8 (125 КС), као и дизел-мотор од 1.7 (100 КС). Након редизајна долазе и бензински од 1.6 (105 и 180 КС), и дизел 1.3 (75 КС).

### Мерива Б (2010–2017)
Мерива Б је представљена марта 2010. године на сајму аутомобила у Женеви. Друга генерација је нешто већих димензија него претходна. Мерива Б се ослања на искуства већег минивена зафире. Опел је одлучио да иновативним решењима привуче пажњу на овај модел. Најуочљивији детаљ су задња врата која се супротно отварају (FlexDoors систем), која олакшавају улазак и излазак путника, а отварају се под углом од скоро 90 степени. Овај модел има елегантне линије споља и изнутра, изузетно је комфоран, практичан, стабилност и управљивост су на највишем нивоу. Унутрашњи дизајн је квалитетан и преузет је од инсигније и астре. Нема јефтине пластике и лоше уклопљених елемената.
Мотори у мериви Б су, бензински од 1.4 (100, 120 и 140 КС), а дизел-мотори су од 1.3 (75 и 95 КС) и 1.7 (100, 110 и 130 КС). Мерива Б је 2010. године на Euro NCAP креш тестовима добила максималних пет звездица. Редизај је представљен на сајму аутомобила у Бриселу у јануару 2014. године.

### Мотор[5]
| Бензински мотори | Бензински мотори | Бензински мотори | Бензински мотори | Бензински мотори    | Бензински мотори   | Бензински мотори | Бензински мотори  |
| Мотор            | Запремина        | Гориво           | Макс. снага      | Макс. обртни момент | Убрзање 0-100 Км/х | Макс. брзина     | Просечна потрошња |
| ---------------- | ---------------- | ---------------- | ---------------- | ------------------- | ------------------ | ---------------- | ----------------- |
| 1.4              | 1398 ccm³        | бензинац         | 100 КС           | 130 Нм              | 13,9 с             | 177 km/h         | 6,1 л/100 км      |
| 1.4 T            | 1364 ccm³        | турбо бензинац   | 120 КС           | 175 Нм              | 11,5 с             | 188 km/h         | 6,1 л/100 км      |
| 1.4 T            | 1364 ccm³        | турбо бензинац   | 140 КС           | 200 Нм              | 10,3 с             | 196 km/h         | 6,7 л/100 км      |
| Дизел Моторa     |                  |                  |                  |                     |                    |                  |                   |
| Мотор            | Запремина        | Гориво           | Макс. снага      | Макс. обртни момент | Убрзање 0-100 Км/х | Макс. брзина     | Просечна потрошња |
| 1.3 CDTI         | 1248 ccm³        | турбо-дизел      | 95 КС            | 180 Нм              | 13,8 с             | 168 km/h         | 4,5 л/100 км      |
| 1.7 CDTI         | 1686 ccm³        | турбо-дизел      | 110 КС           | 280 Нм              | 11,8 с             | 182 km/h         | 5,3 л/100 км      |
| 1.7 CDTI         | 1686 ccm³        | турбо-дизел      | 130 КС           | 280 Нм              | 9,9 с              | 196 km/h         | 5,3 л/100 км      |

Производња је прекинута 2017. године, а као наследник долази Опелов кросовер под називом кросленд икс.

## Галерија
- Мерива А
- Мерива А, редизајн
- Мерива А, редизајн
- Мерива Б